# Modi (album)
Modi je v pořadí desáté studiové album Lucie Bílé. Album je složeno z posledních textů Pavla Vrby, který vymyslel i téma alba: Modi, slavný malíř Modigliani, a vypravěčka je jeho osudová modelka (v podání Lucie Bílé), která vypráví jeho život. Písně jsou šansonové. 

## Seznam písní
1. Já (hudba a text Radoslav Banga)
2. Jsem tvůj tichý pacient [Love Must Carry On] (hudba Marcus Bosch, Tobias Neumann, Mark Agbi a Inessa Alexandrovna, text Pavel Vrba)
3. Světlo zas uvidíš [Four In The Morning] (hudba Guy Erez a Adam Cohen, text Pavel Vrba a Václav Kopta)
4. Chyba lávky [I Like It] (hudba Kari Kimmel, text Pavel Vrba)
5. Co do jména? (hudba René Rypar, text Pavel Vrba)
6. Chtěla bych znát [All You Need To Know] (hudba Nancy Kaye a Steve Lindsey, text Pavel Vrba)
7. Ty sám sis to přál [She's Out Of My Life] (hudba Tom Bahler, text Václav Kopta)
8. Archanděl Chamiel [The Picture] (hudba Sid Hartha, text Pavel Vrba a Václav Kopta)
9. Namále má (hudba Dalibor Cidlinský, text Pavel Vrba)
10. Intuice [Intuition] (hudna Samantha Brown a Peter Brown, text Tomáš Belko)
11. Kde ty časy jsou (hudba a text Radoslav Banga)
12. Modi (hudba Petr Malásek, text Pavel Vrba)

## Hudební aranžmá
- Petr Malásek – klávesové nástroje
- Dalibor Cidlinský – klávesové nástroje
- Stanislav Jelínek – kytary
- Martin Lehký – basa
- Pavel "Bady" Zbořil – bicí a perkuse
- František Kop – saxofony
- Naďa Wepperová – sboristka
- Alena Průchová – sboristka
- Dasha – sboristka
- Pavel Běloušek – sólo violoncello
- Zuzana Kožinová – housle
- Veronika Panochová – housle
- Zdeněk Zindel – viola

## Ocenění
- Platinová deska